# Polystachya subulata
Polystachya subulata är en orkidéart som beskrevs av Achille Eugène Finet. Polystachya subulata ingår i släktet Polystachya och familjen orkidéer. Inga underarter finns listade i Catalogue of Life.